# 大森進
大森 進（おおもり すすむ、1951年 - ）は、日本の実業家、UBS証券社長。

## 来歴・人物
- 東京都出身。東京都立広尾高等学校卒業。昭和49年東京教育大学文学部卒業。
- 1974年に野村證券に入社。
- 資金債券部次長。
- 1990年クレディ・スイス・ファースト・ボストン証券会社入社。
- 在日代表兼東京支店長。
- 2004年UBS証券会社入社。
- 2005年社長。
- 2021年、旭日小綬章受章[2][3]。